# Distretto di Kluang
Il distretto di Kluang è un distretto della Malaysia, fa parte dello stato dello Johor e il suo capoluogo è la città di Kluang.